# Pankararús
Els pankararus són un grup indígena brasiler que habita les rodalies del riu São Francisco mitjà, als límits dels municipis de Tacaratu i Petrolândia, tant a l'estat de Pernambuco (a l'Àrea indígena Pankararu i a la terra indígena Entre Serras), i al nord de Serra do Ramalho, al municipi de Bom Jesus da Lapa, a l'estat de Bahia (a l'àrea indígena Vargem Alegre). Parlen portuguès i són cristians.

## Persones destacables
- Maria das Dores de Oliveira - linguista[2]